# Тюлькин, Борис Михайлович
Борис Михайлович Тюлькин (род. 1 октября 1947, деревня Сергеевцы Увинского района Удмуртской АССР) — советский, российский математик, инженер, участник создания стратегических ракетных комплексов подводных лодок ВМФ СССР (Государственный ракетный центр имени академика В. П. Макеева). Доктор технических наук (1993). Профессор Челябинского государственного университета (1997—2021), заведующий кафедрой математики филиала ЧелГУ в городе Миассе (2004—2018).

## Биография
Борис Михайлович Тюлькин родился 1 октября 1947 года в деревне Сергеевцы Увинского района Удмуртской АССР. Окончил Новомултановскую среднюю общеобразовательную школу.
В 1966—1969 годы — служба в Пограничных войсках (Забайкальский военный округ). В 1970 году за проявленное мужество при выполнении ответственного задания был награждён медалью «За отличие в охране государственной границы СССР».
В 1975 году окончил механико-математический факультет МГУ имени М. В. Ломоносова.
С 1975 по 2003 год — работа в КБ машиностроения (с 1993 года — Государственный ракетный центр) (город Миасс Челябинской области): инженер, старший научный сотрудник, ведущий научный сотрудник, главный научный сотрудник (1990).
Участник разработки морских ракетных комплексов с изделиями Р-29Р, Р-29РМ, Р-39 в части теплового, ударно-волнового и газодинамического проектирования.
Кандидат технических наук.
Доктор технических наук (1999).
С 1997 по 2021 год — профессор кафедры математики (с 2004 по 2018 год — заведующий кафедрой математики) филиала Челябинского государственного университета в городе Миассе.
Учёное звание — профессор.

## Личный вклад в ракетостроение
О вкладе Тюлькина Б. М. в создание стратегических ракетных комплексов подводных лодок ВМФ СССР: 

Разработал методики и программы численного расчёта тепловых и ударно-волновых воздействий на ПУ и ракету при различных способах старта, способы снижения уровней ударно-волновых нагрузок, средства защиты ПУ и элементов ракет от ударно-волновых и струйных воздействий. Участвовал в экспериментальной отработке способов старта, разработал методики восстановления тепловых и ударно-волновых процессов по результатам измерений при испытаниях.

## Избранные труды
- Валов И. И., Жаботинский А. Д., Тюлькин Б. М. Построение и численная реализация математической модели процесса образования парогазовой смеси // Вестник ЮУрГУ. Серия: Математическое моделирование и программирование. 2011. № 4 (221). С. 26—34.
- Тюлькин Б. М. Практическое решение задач по уравнениям математической физики параболического и эллиптического типов. В 2-х ч. Учебное пособие. М-во образования и науки Российской Федерации, Федеральное гос. бюджетное образовательное учреждение высш. проф. образования "Челябинский гос. ун-т", Миас. фил., Каф. прикладной математики. — Миасс (Челябинская обл.) : Геотур : ЧелГУ, 2012 (Миасс (Челябинская обл.) : Полиграфическая база "ГРЦ Макеева"). — 119 с. — ISBN 978-5-89204-204-8[4]

## Интервью
- Математику нельзя не любить. (Беседовала Наталья Александрова) // Миасский рабочий, 18.10.2007

## Основные награды
- Медаль «За отличие в охране государственной границы СССР» (1970)
- Медаль имени академика В. П. Макеева Федерации космонавтики России